# Julia Tazbirowa
Julia Tazbir z domu Ehrenfeucht (ur. 9 kwietnia 1930 w Warszawie) – polska historyk.

## Życiorys
Po powstaniu warszawskim została wywieziona do obozu przejściowego w Pruszkowie.
Absolwentka Instytutu Historycznego Uniwersytetu Warszawskiego. Magisterium uzyskała w 1951, doktorat (kandydat nauk historycznych) obroniła 21 listopada 1958 (tytuł rozprawy: Rozwój organizacji parafialnej w Polsce) pod kierunkiem Tadeusza Manteuffla. Zatrudniona w Instytucie Historycznym Uniwersytetu Warszawskiego jako asystent od 1951, jako starszy asystent od 1953, jako adiunkt w latach 1959–1963. Jest autorką i współautorką wielu atlasów historycznych i podręczników historii dla szkół średnich. W 2024 została wyróżniona Złotym Medalem Polskiego Towarzystwa Historycznego.
Żona Janusza Tazbira

## Wybrane publikacje
- Źródła historyczne w nauczaniu szkolnym, Warszawa: Państwowe Zakłady Wydawnictw Szkolnych 1971.
- Anna Zawadzka, Harcerstwo żeńskie w Warszawie w latach 1911–1949, przy współpr. zespołu w składzie Julia Ehrenfeucht-Tazbirowa, Warszawa: Wydawnictwo Municipium 1995.
- Atlas historyczny: szkoła średnia: do 1815 roku, Warszawa: Demart 1999.
- Atlas historyczny: szkoła średnia: 1815–1939, Warszawa: Demart 2000.
- Atlas historyczny: szkoła średnia od 1939 roku, Warszawa: Demart 2001.
- Atlas historyczny: od starożytności do współczesności, Warszawa: Demart 2001.
- Atlas historyczny: od 1939 roku: szkoła ponadgimnazjalna, Warszawa: Demart 2006.
- Atlas historyczny: 1815–1939: szkoła ponadgimnazjalna, Warszawa: Demart 2006.
- Harcerskie tradycje oręża polskiego w zbiorach Muzeum Harcerstwa, pod red. Julii Tazbir, Warszawa: Muzeum Harcerstwa – Continuum 2011.